# Белоусовщина

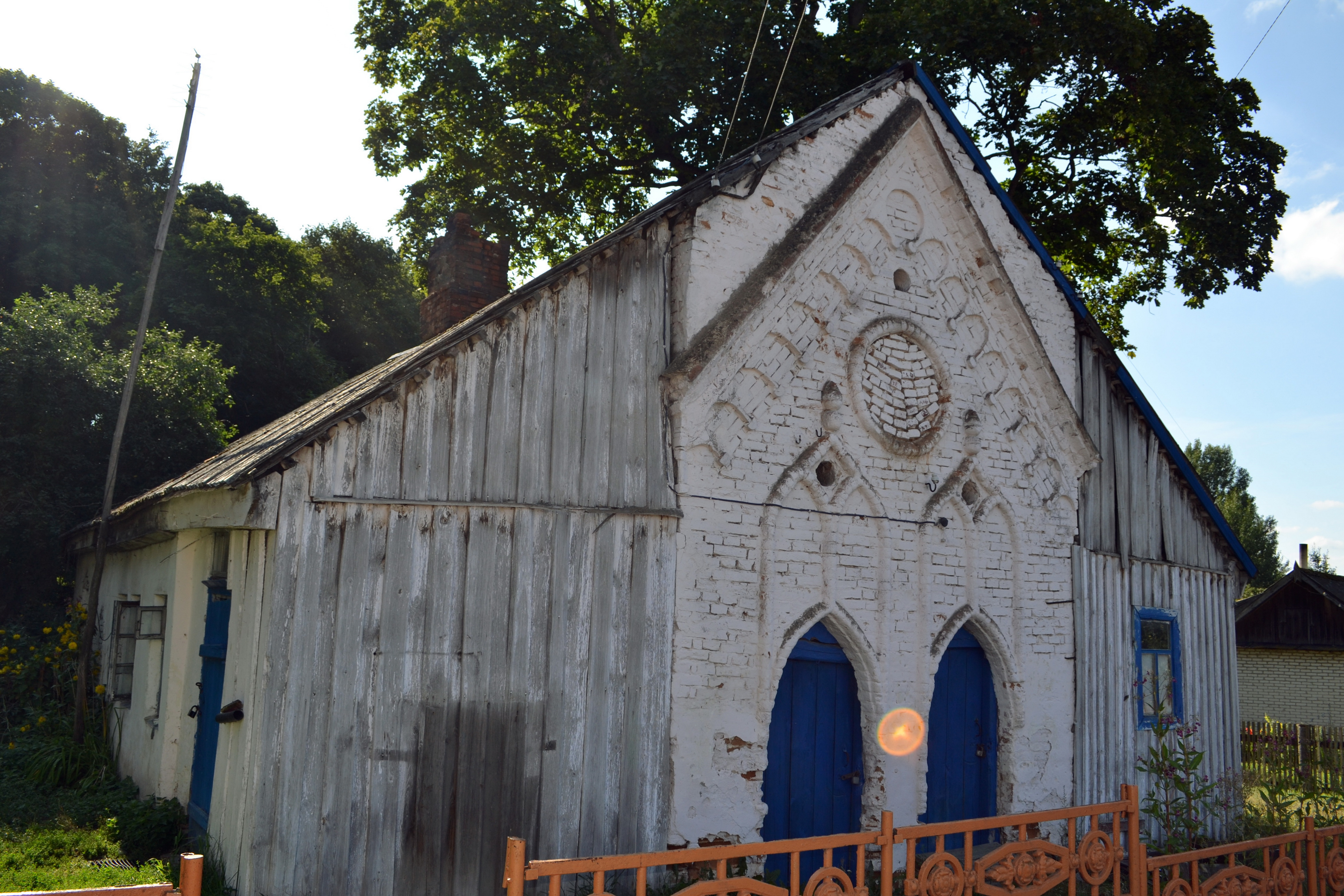
Здание бывшей сыроварни

Белоусовщина (бел. Белавусаўшчына) — агрогородок в Пружанском районе Брестской области, в составе Пружанского сельсовета. Население — 400 человек (2019).

## География
Белоусовщина находится в 5 км к северо-востоку от Пружан. Восточнее села проходит автодорога Р-85 (Пружаны — Ружаны), также Белоусовщина соединена с Пружанами местной дорогой. Поселение стоит на водоразделе бассейнов Вислы и Днепра, к югу и юго-западу расположена сеть мелиоративных каналов со стоком в реку Мухавец, а восточнее находятся мелиоративные каналы со стоком в канал Винец, а из него в Ясельду.

## История
В 1563 году Белоусовщина входила в состав Кобринской экономии. В 1631 году поместьем владел Ян Кореневский.
После третьего раздела Речи Посполитой в 1795 году поселение перешло к Российской империи и вошло в Пружанский уезд Слонимской, затем Литовской и ещё позже Гродненской губернии. С 1794 года вместе с Пружанами имение принадлежало генералу-фельдмаршалу П. А. Румянцеву-Задунайскому, в начале XIX века перешло к П. Ягмину.
Впоследствии имение выкупил у Ягминов Пётр Швыковский, в 1847 году он передал Белоусовщину своему сыну Михаилу. Во второй половине XIX века Михаил Швыковский заложил здесь дворянскую усадьбу с деревянным усадебным домом, парком и хозпостройками. После него имение
принадлежало его сыну Константину, а последними владельцами усадьбы были Чарнецкие.
Согласно Рижскому мирному договору (1921) деревня вошла в состав межвоенной Польши. С 1939 года в составе БССР. Руины деревянного усадебного дома Швыковских были снесены в 2011 году

## Достопримечательности
- От усадьбы Швыковских второй половины XIX века сохранились здание сыроварни, амбар и фрагменты парка.